# 1285

## Evenimente
- 6 ianuarie: Arhiepiscopul Jakub Świnka de Gniezno proclamă ca preoții din parohia sa din Polonia să țină slujba în limba polonă, iar nu în limba germană.

- 25 aprilie: Sultanul mameluc Qalawun începe asedierea fortăreței cruciate Margat (Marqab), din Siria, deținută de cavalerii ospitalieri, considerată până atunci ca fiind inexpugnabilă.
- 5 mai: Niort primește din partea regelui Franței privilegiul de port liber.
- 25 mai: Fortăreața Margat intră în posesia musulmanilor, locuitorilor fiindu-le permisă retragerea în siguranță către Tripoli.

- 27 iunie: Epidemie de malarie în rândul trupelor franceze care asediau Gerona.

- 29 iulie: Regele Henric al II-lea al Ciprului ocupă Accra de la angevini, devenind rege titular de Ierusalim.

- 4 septembrie: Amiralul Roger de Lauria, în slujba regelui Petru al III-lea al Aragonului înfrânge flota regelui Filip al III-lea al Franței în largul Barcelonei, la Formigues.

- 1 octombrie: Sfârșitul cruciadei franceze împotriva Aragonului.
- 31 octombrie: Tratatul de la Kalmar: orașelor hanseatice le sunt reînnoite privilegiile de pe teritoriul Norvegiei.

### Nedatate
- A doua expediție a mongolilor lui Kublai-han, condusă de Toghon, contra regatului ciampilor, pentru stăpânirea Golfului Tonkin; Tran Hung Dao conduce forțele vietnameze care resping invazia mongolilor din dinastia Yuan în fața orașului Hanoi, mongolii repliindu-se în China.
- Decretul Circumspecte Agatis, emis de regele Eduard I al Angliei, prin care se delimitează jurisdicția statului de cea a bisericii; limitarea prerogativelor juridice ale Bisericii la chestiunile strict ecleziastice.
- Negocierile dintre "Liga orașelor vende" și regele Norvegiei, aflate în impas, se reiau la Kalmar, sub arbitrajul regelui Magnus al Suediei.
- Raid mongol în zona văii Indusului, împotriva sultanului de Delhi, Balbân, care cade în luptă.
- Yagbéa-Syon, noul rege al Ethiopiei, deschide frontierele pentru negustorii musulmani, primind în schimb, din partea sultanului Khalil din Egipt, liberul acces la Locurile Sfinte din Palestina.

## Arte, Știință, Literatură și Filosofie
- Este scris poemul romantic englez The Lay of Havelok the Dane.
- Apar primii ochelari pentru corectarea vederii.

## Nașteri
- 6 decembrie: Ferdinand al IV-lea, rege al Castiliei (d. 1312)
- Al-Nasr Muhammad, sultan al Egiptului (d. 1341)
- Benedict al XII-lea, papă al Imperiului Roman (d. 1342).
- Marino Faliero, doge al Veneției (d. 1355).
- Marco Cornaro, doge al Veneției (d. 1368).
- Ziauddin Barani, istoric și teoretician al politicii din Sultanatul de Delhi (d. 1357).

## Decese
- 7 ianuarie: Carol de Anjou, rege al Neapolelui și rege al Siciliei (n. 1227)
- 24 martie: Daumantas, mare prinț al Lituaniei (n. ?)
- 28 martie: Martin al IV-lea, papă al Imperiului Roman (n. 1210)
- 20 mai: Ioan al II-lea de Ierusalim, rege al Ciprului (n. 1259)
- 15 august: Filip I de Savoia (n. 1207)
- 5 octombrie: Filip al III-lea, rege al Franței (n. 1245)
- 11 noiembrie: Petru al III-lea, rege al Aragonului (n. 1239)

- Francesca Malatesta da Rimini (Polenta da Ravenna), (n. 1255)

## Înscăunări
- 7 ianuarie: Carol de Anjou, rege al Neapolelui și conte de Provence (1266-1285).
- 2 aprilie: Honoriu al IV-lea, papă (1285-1288).
- 15 august: Henric al II-lea, ca rege al Ierusalimului (1285-1291).
- 5 octombrie: Filip al IV-lea "cel Frumos", rege al Franței (1285-1314).
- 11 noiembrie: Iacob al II-lea "cel Drept", rege al Siciliei (1285-1295).
- 11 noiembrie: Alfonso al III-lea, rege al Aragonului (1285-1291).
- Yagbéa-Syon (aka Solomon I), rege al Ethiopiei (1285-1294)